# ルシェ
ルシェ（Ruše、ドイツ語: Maria Rast）は、スロベニアの村であり、地方行政区画としての市でもある。ルシェはポホリエ山とKozjak丘の間の範囲のドラヴァ川流域に位置する。スロベニアで最も大きい村であり、マリボルから約12Km離れている。